# عطالو (خداآفرین)
عطالو یکی از روستاهای استان آذربایجان شرقی است که در دهستان بسطاملو بخش مرکزی شهرستان خداآفرین واقع شده‌است.از افتخارات این بخش می‌توان به صدیار عطالو زاده این روستا نام برد.